# Het Minste Kwaad
Het Minste Kwaad is een Vlaams hoorspel uit de hoorspelreeks Maskers en Mysterie. Het werd in 1997 uitgezonden door de BRT naar een verhaal van de Franse schrijver Charles Maître. De regie had Anton Cogen.

## Rolverdeling
- Walter Cornelis - Gaston Dubec
- Emmy Leemans - Peguy Dubec
- Marleen Maes - Martha Lambert
- Joke Mullie - Cécile Cortier
- Ugo Prinsen - Jacques Brémont
- Monique De Beun - Irène Valdrèz

## Plot
Politiecommissaris Gaston Dubec wordt belast met een vreemde zaak in Dieppe. Het gaat om een vrouw van dertig jaar genaamd Geneviève Brémont die van de klippe af is gesprongen omdat haar echtgenoot Jacques Brémont zich van haar heeft laten scheiden. Maar commissaris Dubec twijfelt sterk aan zelfmoord, vooral als blijkt dat zowel de ex-echtgenoot als het zusje van het slachtoffer geen blijk van rouw tonen op haar begrafenis.